# Hampala dispar
Cá ngựa chấm (Danh pháp khoa học: Hampala dispar) là một loài cá thuộc họ Cá chép Chúng là loài bản địa của vùng Đông Nam Á, được tìm thấy ở Lào, Campuchia và Thái Lan.

## Đặc điểm
Cá có thân dài dẹp bên, đầu cá tương đối lớn với cái mõm nhọn dài, miệng ở mút mõm, rộng ngang, rãnh miệng hơi xiên kéo dài về phía sau quá viền trước mắt, hàm trên hơi dài hơn hàm dưới. Mắt to nằm ở nửa trên của đầu. Có một đôi râu hàm, dài gần bằng đường kính mắt. Lưng nâu xám, bụng vàng nhạt ánh bạc. Một chấm đen tròn lớn ở hai bên thân, ngang trên vẩy đường bên.
Vây lưng ngắn, khởi điểm ngang với khởi điểm vây bụng, tia đơn cuối vây lưng hóa xương và phía sau không có răng cưa, vây ngực, vây bụng và vây hậu môn ngắn. Vây lưng vàng đến đỏ gạch, vây đuôi màu da cam, có dải đen nhạt ở rìa ngoài mỗi thùy, các vây khác nâu sáng đến nhạt màu.